# Cesar Seiwa
Cesar Seiwa (清和天皇 Seiwa-tennō, 850-878) je bil 56. japonski cesar v skladu s tradicionalnim redom nasledstva. Vladal je med leti 858 in 876.

## Tradicionalna zgodba
Seiwa je bil četrti sin cesarja Montokuja. Njegova mati je bila cesarica vdova Fujiwara no Akirakeiko (明子), ki jo imenujemo tudi cesarica Somedono (染殿后). Seiwova mati je bila hči Fujiwara ne Yoshifusa (藤原良房), ki je bil regent in veliki minister državnega sveta. Bil je mlajši polbrat cesarskega princa Koretaka (惟喬親王; 844-897).
Pred njegovim vzponom na krizantemin prestol je bilo njegovo osebno ime (imina) Korehito (惟仁); prvi član cesarske hiše s pismenko "-hito" 仁. Eden izmed pomenov pismenke 仁 je konfucijanski koncept ren - dobri občutek, ki ga čuti krepostni človek, ko deluje nesebično. Kasneje je to postal tradicionalni način imenovanja vseh moških članov cesarske družine.
Znan je bil tudi kot cesar Mizunoo-no-mikado ali Minoo-tei.
Dejansko mesto cesarjevega groba je znano. Tradicionalno ga častijo v spominskem cesarskem šintoističnem svetišču (misasagi) v okrožju Ukyō-ku v Kjotu. Uprava japonskega cesarskega dvora je imenovala to mesto za Seiwov mavzolej. Formalno se imenuje Minooyama ne Misasagi (清和天皇陵) ali Seiwa Tennō Ryō. Po nahajališču groba se Seiwa imenuje tudi cesar Mizunoo (水尾帝 Mizunoo-tei). Kamija cesarja Seiwa častijo v bližnjem mavzoleju Seiwatennō-sha .

### Dogodki tekom življenja cesarja Seiwa
Pod varstvom dedka po materini strani (Fujiwara ne Yoshifusa) je zamenjal cesarskega princ Koretaka (惟喬親王) na položaju prestolonaslednika. Po smrti svojega očeta leta 858 je postal cesar pri starosti 9 let, vendar je dejansko moč vihtel njegov dedek, Yoshifusa.
- 10. julij 858 (Ten'an 2, 27. dan 8. meseca): V 8. letu vladavine (文徳天皇8年) cesar Montoku abdicira prestol in dedovanje (senso) prejeme njegov sin. Kmalu zatem zasede prestol (sokui) kot cesar Seiwa.[13]
- 15. december 858 (Ten'an 2, 7. dan 11. meseca): cesar uradno razglasi zasedbo prestola in imenuje svojega dedka za regenta (sesshō). To je prvič, da je ta visoka čast doletela člana družine Fujiwara in tudi prvi primer nastop dediča japonskega prestola, ki je še premlad za cesarja. Oznanilo začetka Seiwove vladavine je bilo izvedeno v svetišču Ise v provinci Ise in pri vseh grobnicah cesarske družine.[14]
- 859 (Jōgan 1, 1. mesec): Prekinitev novoletnih slovesnosti zaradi žalovanja ob smrti cesarja Montokuja.[15]
- 859 (Jōgan 1): Začetek gradnje svetišča Iwashimizu blizu prestolnice Heian, kjer častijo šintoističnega boga vojne Hachimana.[16]
- 869 (Jōgan 10): Rodil se je Yōzei in bil sledečega leta imenovan za prestolonaslednika[17]
- 876 (Jōgan 17, 11. mesec): V 18. letu vladavine (清和天皇18年) cesar Seiwa odstopi prestol svojemu petletnemu sinu, s čimer je mladi otrok prejel nasledstvo (senso). Kmalu zatem je sedel na prestol (sokui) kot cesar Yōzei.[18]
- 878 (Gangyō 2): Seiwa postane budistični duhovnik. Njegovo novo duhovniško ime je bilo Soshin.
- 31. decembra 878 (Gangyō 2, 4. dan 12. meseca): Nekdanji cesar Seiwa umre v starosti 28 let.[19]

## Kugyō
Kugyō (公卿) je skupni izraz za peščico najbolj vplivnih moških, delujočih na dvoru japonskega cesarja v času pred obdobjem Meiji.
Večino časa so to elitno skupino sestavljali samo trije ali štirje možje naenkrat. Njihovo družinsko ozadje in izkušnje so jih pripeljale do vrha družbe. V času vladavine cesarja Seiwa so vrh organa Daijō-kan sestavljali:
- Sesshō, Fujiwara no Yoshifusa, 804–872.
- Daijō-daijin, Fujiwara no Yoshifusa.
- Sadaijin, Minamoto no Makoto (源信).
- Sadaijin, Minamoto no Tooru (源融).[21]
- Udaijin, Fujiwara no Yoshimi (藤原良相), 817–867.[22]
- Udaijin, Fujiwara no Ujimune (藤原氏宗).
- Udaijin, Fujiwara no Mototsune, 836–891.[23]
- Naidaijin
- Dainagon, Fujiwara no Mototsune.

## Obdobjanengōtekom vladavine cesarja Seiwa
Leta vladavine cesarja Seiwa sovpadajo z več kot enim imenom ere (nengō).
- Ten'an (857–859)
- Jōgan (859–877)

## Družice in otroci
Družica (Nyōgo) kasneje Kōtaigō: Fujiwara no Takaiko (藤原高子; 842-910) kasneje Nijo-kisaki (二条后), Fujiwara no Nagarova hčerka
- Prvi sin: cesarski princ Sadaakira (貞明親王; 868-949), kasneje cesar Yōzei
- Četrti sin: cesarski princ Sadayasu (貞保親王; 870-924)
- Tretja/peta hči: cesarska princesa Atsuko (敦子内親王; u. 930), 7. saiin v svetišču Kamo 877-880

Družica (Nyōgo): Fujiwara no Tamiko (藤原多美子; u. 886), Fujiwara no Yoshimijeva hčerka
Družica (Nyōgo): Taira no Kanshi (平寛子)
Družica (Nyōgo): princesa Kashi (嘉子女王)
Družica (Nyōgo): Minamoto no Sadako (源貞子; u. 873)
Družica (Nyōgo): princesa Ryūshi (隆子女王)
Družica (Nyōgo): princesa Kenshi (兼子女王)
Družica (Nyōgo): princesa Chūshi/Tadako (忠子女王; 854-904), hčerka cesarja Kōkōja
Družica (Nyōgo): Fujiwara no Yoriko (藤原頼子; u. 936), Fujiwara no Mototsunejeva hčerka
Družica (Nyōgo): Fujiwara no Kazuko (藤原佳珠子; r. 856), Fujiwara no Mototsunejeva hčerka
- Sedmi sin: cesarski princ Sadatoki (貞辰親王; 874-929)

Družica (Nyōgo): Minamoto no Takeko/Izuko (源厳子; u. 879), Minamoto no Yoshiarijeva hčerka
Družica (Nyōgo): Minamoto no Seishi (源済子), hčerka cesarja Montokuja
Družica (Nyōgo): Minamoto no Kenshi/Atsuko (源喧子)
Družica (Nyōgo): Minamoto no Gishi/Yoshiko (源宜子), Minamoto no Okimotova hčerka
Dvorna spremljevalka (Koui): Ariwara no Fumiko (在原文子), Ariwara no Yukihirova hčerka
- Osmi sin: cesarski princ Sadakazu (貞数親王; 875-916)
- cesarska princesa Kaneko (包子内親王; u. 889)

Dvorna spremljevalka (Koui): Fujiwara no Yoshichikova hčerka
- Cesarski princ Sadahira (貞平親王; u. 914)
- cesarska princesa Shikiko (識子内親王; 874-906), 21. saiō (cesarska princesa, ki služijo v velikem svetišču Ise) 877-880

Dvorna spremljevalka (Koui): Tachibana no Yasukagejeva hčerka (u. 924)
- Cesarski princ Sadakata (貞固親王; 868-930)

Dvorna spremljevalka (Koui): Fujiwara no Nakamunejeva hčerka
- Tretji sin: cesarski princ Sadamoto (貞元親王; 870-910)

Dvorna spremljevalka (Koui): hčerka princ Munesada
- Šesti sin: cesarski princ Sadasumi (貞純親王; 873-916) – oče Minamoto no Tsunemota, ustanovitelja linije Seiwa Genji, iz katere izhajajo šogunati Kamakura, Ashikaga in Tokugawa.

Dvorna spremljevalka (Koui): Fujiwara no Sadamunejeva hčerka
- Cesarski princ Sadayori (貞頼親王; 876-922)

Dvorna spremljevalka (Koui): Fujiwara no Morofujijeva hčerja
- Cesarski princ Sadazane (貞真親王; 876-932)

Dvorna spremljevalka (Koui): Fujiwara no Morokazujeva hčerka
- cesarska princesa Mōshi (孟子内親王; u. 901)

Dvorna spremljevalka (Koui): Saeki no Sanefusova hčerka
- Minamoto no Nagami (源長鑒)
- Minamoto no Nagayori (源長頼; r. 875)

Dvorna spremljevalka (Koui): Ben-no-miyasundokoro (弁の御息所), Ōe no Otondova hčerka
Dvorna gospa: hčerka Kamo no Minea (賀茂岑雄の娘)
- Minamoto no Naganori (源長猷; u. 918)
- Minamoto no Saishi/Noriko (源載子)

Dvorna gospa: hčerka Ōno no Takatorija (大野鷹取の娘)
- Minamoto no Nagafuchi (源長淵)